# Conothele khunthokhanbi
Espèce
Conothele khunthokhanbi est une espèce d'araignées mygalomorphes de la famille des Halonoproctidae.

## Distribution
Cette espèce est endémique du Manipur en Inde,.

## Description
La femelle holotype mesure 14,26 mm.

## Étymologie
Cette espèce est nommée en l'honneur de Khunthokhanbi.

## Publication originale
- Siliwal, Kananbala, Bhubaneshwari & Raven, 2015 : Natural history and two new species of the trapdoor spider genus Conothele Thorell 1878 (Araneae: Ctenizidae) from India. Journal of Arachnology, vol. 43, no 1, p. 34-39.